# 黄公望墓
黄公望墓位于中国江苏省苏州常熟市虞山西麓小石洞附近，为元代画家黄公望的墓葬，原在小山南麓，后迁至此。墓坐东朝西，占地800多平方米，由墓道、石坊、拜台、罗城和墓堆组成（石坊和罗城为1984年重建），石坊额书“元高士黄大痴先生墓道”，封土高约1.5米，后有清嘉庆二十二年（1817）和1982年重修时所立墓碑各一，前者由其裔孙黄泰所立，上刻“元高士黄一峰公之墓”，后者上刻“元高士黄大痴先生墓”，南侧有近年新建的黄公望纪念馆。
近年也有观点认为黄公望墓在其隐居地富阳庙山坞山脊处，此墓则为其衣冠冢。

## 图集
- 石坊
- 拜台
- 罗城及墓堆